# Tichá dolina
Tichá dolina je údolí v Západních Tatrách chráněné jako národní přírodní rezervace. Nachází se v katastrálních územích obce Pribylina v okrese Liptovský Mikuláš a města Vysoké Tatry v okrese Poprad na Slovensku. Chráněné území bylo vyhlášeno v roce 1991 a jeho rozloha je 5966,64 hektaru. Předmětem ochrany je ukázka příkrovové stavby Tater, první paleontologické nálezy suchozemské mezozoické fauny a flóry v Slovenské republice, vysokohorský kras, pramenná oblast řeky Belá a mimořádně vzácná flóra s mnoha endemity a relikty.
Jedná se o údolí vedoucí v horní části směrem východ–západ, jež se postupně stáčí severojižním směrem. Vytváří hranici mezi geomorfologickými částmi Červené vrchy na severu, Liptovské Tatry na západě a Liptovské kopy na východě. Údolím protéká Tichý potok.

## Historie
V roce 2007 zde vypukl konflikt o těžbu dřeva v přírodní rezervaci mezi státem vlastněnou dřevařskou společností a ochránci přírody. Lesníci chtěli dřevo vytěžit, ale dřevařské stroje zastavili aktivisté při blokádě vlastními těly. V červenci 2012 Ministerstvo životního prostředí definitivně zakázalo těžbu v Tiché a Koprové dolině a vyhovělo tak ekologickým aktivistům, kteří usilovali o to, aby se polomy obnovovaly přirozenou cestou bez zásahu člověka.